# Sailor Springs
Sailor Springs – wieś w Stanach Zjednoczonych, w stanie Illinois, w hrabstwie Clay.